# Grammisgalan 2007
Grammisgalan 2007 hölls på Hovet i Stockholm den 30 januari 2007, och gällde 2006 års prestationer. Galan direktsändes i TV 4. Konferencier var Carina Berg och Sanna Bråding.

## Priser
- Årets låt (framröstad av TV-tittarna): Martin Stenmarck - 7milakliv
- Årets rockgrupp: Mando Diao
- Årets jazz: Esbjörn Svensson Trio: Tuesday Wonderland
- Årets klubb/dans: Christian Falk: People Say
- Årets hårdrock: In Flames: Come Clarity
- Årets pop/kvinnlig: Anna Ternheim: Separation Road
- Årets hiphop/soul: Snook: Är
- Årets nykomling: Veronica Maggio: Vatten och bröd
- Årets pop manliga: Håkan Hellström
- Årets folkmusik: Lena Willemark: Älvdalens Elektriska
- Årets textförfattare: Anna Ternheim: Separation Road
- Årets visa: Stefan Sundström: Fabler från Bällingebro
- Regeringens exportpris: José González
- Årets hederspris : Peps Persson
- Årets kompositör: Karin Dreijer Andersson/Olof Dreijer/(The Knife) Silent Shout
- Årets producent: Karin Dreijer Andersson/Olof Dreijer/(The Knife) Silent Shout
- Årets popgrupp: The Knife: Silent Shout
- Årets schlager/dansband: Benny Anderssons Orkester - BAO på turné
- Årets album: The Knife: Silent Shout

### Fotnoter
1. ↑  ”TV4 2007-01-30”. Svensk mediedatabas. 30 januari 2007. https://smdb.kb.se/catalog/id/002075578. Läst 1 mars 2017.